# جدول آلبوم‌های کانادایی
جدول آلبوم‌های کانادایی (انگلیسی: Canadian Albums Chart) جدول رسمی فروش آلبوم‌ها در کانادا است که هر سه‌شنبه اطلاعات توسط شرکت آمریکایی ردیابی فروش موسیقی نیلسن ساونداسکن گردآوری شده و هر سه‌شنبه توسط بیلبورد منتشر می‌شود.  
جدول شامل ۲۰۰ جایگاه است، همانند جدول بیلبورد ۲۰۰ ایالات متحده، هرچند بیلبورد فقط ۵۰ آلبوم برتر را برای عموم منتشر می‌کند. 